# Myotis muricola
Myotis muricola е вид прилеп от семейство Гладконоси прилепи (Vespertilionidae). Видът не е застрашен от изчезване.

## Разпространение и местообитание
Разпространен е в Афганистан, Бруней, Бутан, Виетнам, Индия, Индонезия, Камбоджа, Китай, Лаос, Малайзия, Мианмар, Непал, Пакистан, Провинции в КНР, Сингапур, Тайван, Тайланд и Филипини.
Обитава гористи местности, национални паркове, хълмове, пещери, градини, долини и храсталаци.

## Описание
Теглото им е около 4,8 g.
Популацията на вида е стабилна.